# EFootball PES 2020
eFootball PES 2020 (eFootball Pro Evolution Soccer 2020) là một trò chơi điện tử mô phỏng bóng đá được phát triển bởi PES Productions và được Konami phát hành cho Microsoft Windows, PlayStation 4, Xbox One, Android và iOS. Trò chơi là phần thứ 19 trong sê-ri eFootball Pro Evolution Soccer và được ra mắt trên toàn thế giới vào ngày 10 tháng 9 năm 2019, và được ra mắt tại Châu Á vào ngày 12 tháng 9 năm 2019. Trò chơi mới có thay đổi tên với việc thêm 'eFootball' trong tên tựa game, tượng trưng cho sự thúc đẩy trong không gian chơi trò chơi trực tuyến với trọng tâm là các giải đấu eFootball Pro. Lionel Messi trở lại là ngôi sao trang bìa của phiên bản tiêu chuẩn, kể từ lần xuất hiện cuối cùng trên trang bìa Pro Evolution Soccer 2011, cùng với các đại sứ Pro Evolution Soccer: Serge Gnabry, Miralem Pjanić và Scott McTominay, mỗi người đại diện cho một trong những câu lạc bộ đối tác của trò chơi. Ronaldinho sẽ xuất hiện trên trang bìa của phiên bản huyền thoại.

## Các giải đấu trong game
Châu Âu
 Jupiler Pro League
 3F Superliga
 Ligue 1
 Ligue 2
 Serie A
 Serie B
 Eredivisie
 Primeira Liga
 Russian Premier League
 Scottish Premiership
 Swiss Super League
 Süper Lig
Nam Mỹ
 Superliga Argentina
 Campeonato Brasileiro Série A
 Campeonato Brasileiro Série B
 Campeonato AFP Planvital
 Liga Aguila
Châu Á
 Chinese Super League
 Thai League
AFC Champion League

## Đánh giá
eFootball PES 2020 nhận được đánh giá tích cực từ các nhà phê bình cho tất cả các nền tảng.

### Giải thưởng
| Năm  | Giải thưởng                 | Thể loại                         | Kết Quả   | Nguồn  |
| ---- | --------------------------- | -------------------------------- | --------- | ------ |
| 2019 | Game Critics Awards         | Best Sports Game                 | Đoạt giải | [ 13 ] |
| 2019 | Gamescom                    | Best Sports Game                 | Đề cử     | [ 14 ] |
| 2019 | 2019 Golden Joystick Awards | Best Multiplayer Game            | Đề cử     | [ 15 ] |
| 2019 | Titanium Awards             | Best Sports/Racing Game          | Đề cử     | [ 16 ] |
| 2019 | The Game Awards 2019        | Best Sports/Racing Game          | Đề cử     | [ 17 ] |
| 2020 | NAVGTR Awards               | Control Design, 2D or Limited 3D | Đề cử     | [ 18 ] |

## Tranh cãi về Mesut Özil
Vào tháng 12 năm 2019, tiền vệ Mesut Özil của Arsenal đã hoàn toàn bị loại tên khỏi phiên bản tiếng Quan thoại của trò chơi ở Trung Quốc đại lục, sau khi đăng trên tweet của mình về việc lên án chính phủ Trung Quốc đàn áp người Uyghur. Theo NetEase Games, họ tuyên bố những bình luận của anh rằng nó "làm tổn thương cảm xúc của người hâm mộ Trung Quốc và vi phạm tinh thần tình yêu và hòa bình của môn thể thao này. Chúng tôi không hiểu, chấp nhận hoặc tha thứ cho điều này."

## eFootball PES 2021 Season Update

#### Thông tin và ngày phát hành
Ngày 15 tháng 7 năm 2020, đã có thông tin cho rằng eFootball PES 2021 Season Update sẽ được phát hành nhân ngày kỉ niệm 25 năm của dòng video game Pro Evolution Soccer do PES Productions tập trung nỗ lực phát triển vào eFootball sắp tới và phần đầu tiên của nó mang tên eFootball 2022. Konami đã thực hiện một phiên bản "Season Update" để tập trung vào việc phát triển.
Phiên bản trên Playstation 4 và Xbox One đã được phát hành vào ngày 15 tháng 9 năm 2020, phiên bản trên điện thoại di động cũng được ra mắt hơn 1 tháng sau đó. Lionel Messi (Barcelona) là cầu thủ xuất hiện trên trang bìa của phiên bản tiêu chuẩn cùng với các cầu thủ đang là đại sứ thương hiệu của PES gồm: Alphonso Davies (Bayern Munich), Cristiano Ronaldo (Juventus), Marcus Rashford (Manchester United).

#### Sự cố
Nhưng trên phiên bản điện thoại di động của tựa game, do sơ suất, Konami đã ra thông báo về việc hoãn cập nhật eFootball 2022 trên phiên bản điện thoại di động của tựa game sang năm 2022. Cũng vì lí do đó, ảnh bìa của phiên bản cập nhật 5.6.0 có sự thay đổi.
Ansu Fati của Barcelona, Dayot Upamecano của Bayern Munich và Federico Chiesa của Juventus là 3 cầu thủ thay Alphonso Davies, Cristiano Ronaldo và Lionel Messi làm gương mặt đại diện trên phiên bản điện thoại di dộng. Marcus Rashford của Manchester United vẫn xuất hiện trên ảnh bìa của tựa game này. 4 gương mặt đại diện đều mặc mẫu áo đấu của mùa giải 2021 - 2022,